# لورانس روبرتس (عالم)
لورانس جيلمان روبرتس (بالإنجليزية: Lawrence Gilman Roberts)، ولد في كونتيكت، 21 ديسمبر 1937 وتُوفي في كاليفورنيا في 26 ديسمبر 2018 (عن عمر ناهز 81 عاماً)، هو مهندس وعالم حاسوب ورائد أعمال أميركي لعب دوراً أساسيّاً في تطوير شبكات الحواسيب، من خلال إشرافه المُباشر على إنشاء شبكة الأربانت، الشبكة التي سبقت ومهّدت لظهور شبكة الإنترنت.
خلال حياته، تمّ تكريمه بالعديد من الجوائز أهمُها جائزة داربر وهي أرفع تكريم هندسي في الولايات المتحدة، وجائزة أمير أستورياس، وهي أعلى تكريم رسمي في إسبانيا.

## السيرة الذاتيّة
ولد روبرتس وعاش طفولته في ويستبورت في ولاية كونيتيكت، في عائلة على ارتباط وثيق بالعلوم حيث حمل والده، إليوت وإليزابيث درجة الدكتوراه في الكيمياء. في طفولته نجح روبرتس في بناء ملف تسلا، وفي تجميع تلفزيون وبناء شبكة هاتفيّة باستخدام الترانزستورات. التحق لورانس بمعهد ماساشوستس للتكنولولوجيا وحصل منه على شهادة البكالورويوس في العام 1959م والماجستير في العام التالي والدكتوراه في العام 1963م، وجميعها في الهندسة الكهربائية.
بدأ روبرتس العمل مختبر لينكولن في معهد ماساشوستس للتكنولوجيا بعد حصوله على شهادة الدكتوراه، حيث أظهر اهتماماً بتشارك الوقت باستخدام الشبكات، واطلّع في تلك الفترة على الورقة البحثيّة التي نشرها جوزيف ليكليدر بخصوص الحاجة لإنشاء شبكة نقل بيانات عامّة.
في عام 1967م، قام روبرت تايلور من مكتب تقنيات معالجة المعلومات (IPTO) في وكالة مشاريع البحوث المُتطورة بتوظيف لورانس على رأس البرنامج المسؤول عن إنشاء شبكة الأربانت. في هذا الوقت، اطلّع روبرتس على ما توصل إليه الباحث البريطاني دونالد ديفيس في تطوير تقنية جديدة هي تبديل الرزم. وقام بتطبيقه في شبكة الأربانت بمتابعة باران وكلينروك. طوّر روبرتس خطة عمل لتصميم وتنفيذ شبكة الأربانت، لتكون أول شبكة متباعدة تعمل بتقنية تبديل الرزم، وحصلت شركة بي بي إن للتكنولوجيا على العقد الخاصّ بتنفيذ الشبكة. عندما التحق روبرت تايلور بالخدمة العسكريّة في فيتنام في العام 1969م، أصبح روبرتس مديراً لمكتب تقنيات مُعالجة المعلومات.
في العام 1973م، ترك روبرتس وكالة وكالة مشاريع البحوث المُتطورة وأطلق مشروعاً تجارياً هو شبكة تبديل رزم عامّة، هي شبكة تيلي نت وكانت أول شبكة تبديل رزم تستخدم لأغراض تجاريّة، وظلّ روبرتس يعمل في مجلس الإدارة حتى العام 1980م. في الفترة بين العامين 1983م و 1993م انضم روبرتس إلى مجلس إدارة شركة نيت إكسبريس (بالإنجليزية: NetExpress)، وهي شركة تصنّع تجهيزات تعمل وفق أسلوب النقل اللاتزامني (ATM)، ثُمّ ترأسّ شركة أنظمة يه تي أم بين العامين 1993 و1998.
توفي في 26 ديسمبر 2018 عن عمر 81 عاماً بسبب نوبة قلبية.

## الجوائز
- وسام الاستحقاق لخدماته لوزارة الدفاع، في العام (1973م).[26]
- جائزة هاري غوود التذكارية في العام 1976م، اعترافاً بمشاركته في تصميم معمارية الاتصال نظم الاتصال بين الحواسب، وقيادته التي خلقت بيئة بحثٍ خصبةٍ أثمرت عن تطوير تقنيّات الحاسوب والأقمار الاصطناعية، ولدوره في تأسيس إجراءات وبروتوكولات اتصال دوليّة، ولإنجازاته في تنفيذ تقنيّة تبديل الرزم وما تلاها من نموّ للشبكات.[27]

- جائزة رواد الحاسوب من معهد مهندسي الكهرباء والإلكترونيات بسبب تطبيقه تقنية تبديل الرزم.[28]
- جائزة لارس ماغنوس إيركسون في العام 1982م، بالمشاركة مع ليونارد كلينروك، بسبب مشاركتهما في تطوير تقنيات جديدة لنقل البيانات.[29]
- في عام 1998م، فاز بجائزة سيغ كوم (SIGCOMM) المُقدّمة من رابطة مكائن الحوسبة، لمُساهمته البارزة في تطوير التقنيّات المُتقدمة لشبكات الاتصال الحاسوبية.[30]
- جائزة معهد مهندسي الكهرباء والإلكترونيات للإنترنت في عام 2000م، بالمشاركة مع بول باران ودونالد ديفيس وليونارد كلينروك، بسبب مساهمتهم البارزة والمُبكّرة في تصوّر وتحليل وتنفيذ شبكات تبديل الرزم، التكنولوجيا الأساسية في شبكة الإنترنت.[31]

- جائزة داربر في العام 2001م، بالمشاركة مع فينت سيرف وروبرت خان وليونارد كلينروك لتطويرهم شبكة الإنترنت.[18]
- جائزة أمير أستورياس في عام 2002م، في مجال البحث العلمي والتقني، وهي أرفع تكريم في إسبانيا، حصل عليها بالمشاركة مع روبرت خان وفينت سيرف والسير تيم بيرنرز لي ، بسبب تصميمهم وتنفيذهم لنظام يُغيّر العالم من خلال توفير فرص غير مسبُوقة للتقدّم الاجتماعي والعلمي.[19]

- منحته شركة إن إي سي (NEC) اليابانيّة جائزة سي أند سي (C&C) في العام 2005م، بالمشاركة مع روبرت خان وليونارد كلينروك بسبب مشاركتهم في إنشاء تكنولوجيا الإنترنت باستعمال مبدأ تبديل الرزم، الذي يلعب دور العمود الفقري في شبكات الاتصال الحديثة وباستخدام حزمة بروتوكولات الإنترنت، ومن خلال تطوير شبكة الأربانت وشبكات أخرى كانت أجزاء من بدايات شبكة الإنترنت.[32]

- في عام 2012م، تم إضافة لورانس روبرتس إلى قاعة مشاهير الإنترنت عن فئة الروّاد.[33]

- زمالة متحف تاريخ الحاسوب في عام 2017، بسبب مشاركته تطوير الاتصال بين الإنسان والآلة وفي تطوير شبكة الأربانت وبروتوكول أكس 25.[34]

## وصلات خارجيّة
- عن الدكتور لورانس روبرتس، صفحة المعلومات الشخصية من موقعه الرسمي.
- صفحة لورانس روبرتس، قاعة مشاهير الإنترنت.
- منشورات لورانس روبرت صفحة لورانس روبرتس على موقع بوابة الأبحاث.
- التاريخ الشفهي، مُقابلة مكتوبة مع لورنس روبرتس 1989م.